# サーブ 210
サーブ 210
- 用途：実験機
- 製造者：SAAB
- 運用者：スウェーデン空軍
- 初飛行：1952年1月21日
- 生産数：1機

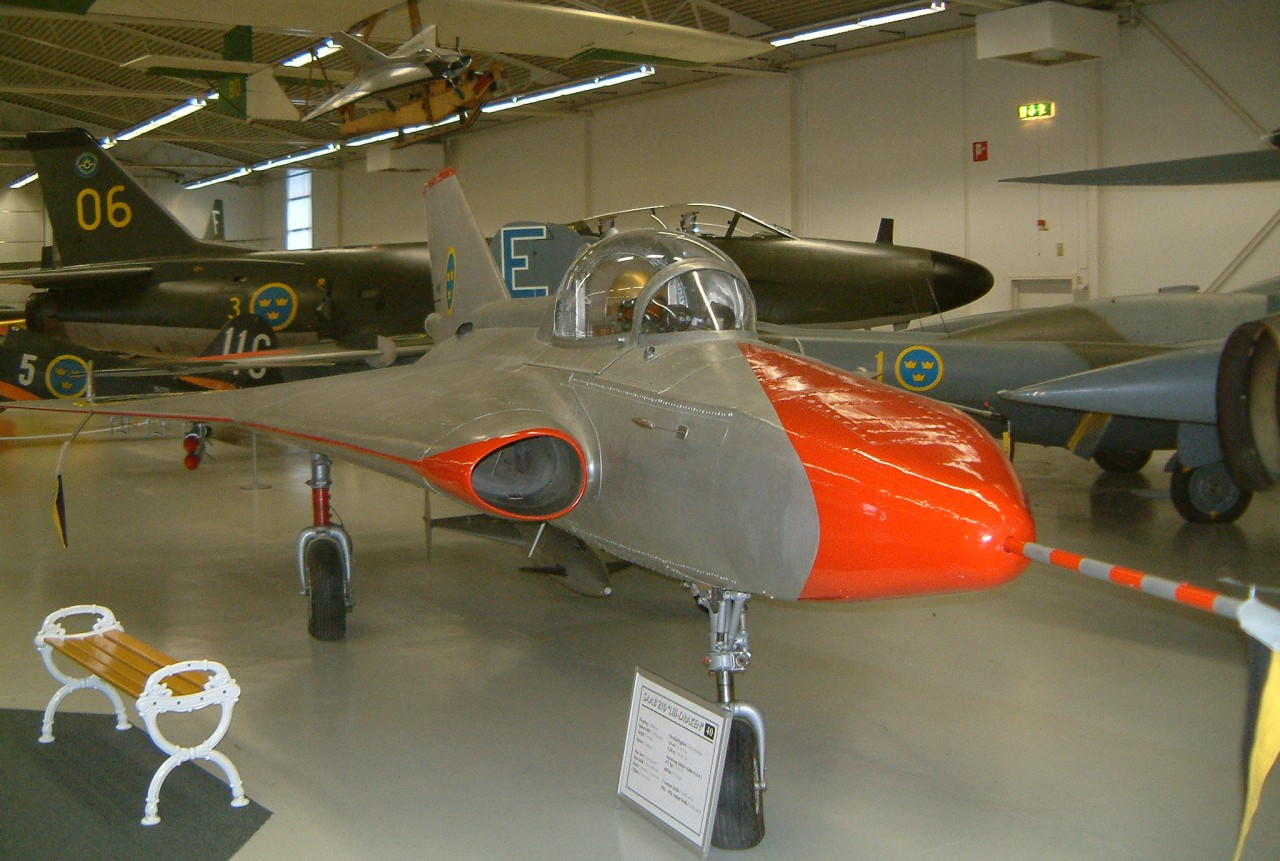
スウェーデン空軍博物館に展示されているサーブ 210

サーブ 210（SAAB 210 Draken）は、スウェーデンのSAABでサーブ 35 ドラケン戦闘機の開発のための二重デルタ翼機の概念を実証するために製造された縮小型のテストベッド機。SAABでは「ドラケン」（竜）以外の如何なる名称も公式には命名していないが、サーブ 35の試作機が初飛行を行った後で直ぐに非公式な綽名である「リルドラケン」（Lilldraken、小ドラケン）という名称で知られるようになった。
サーブ 210は1952年1月21日に初飛行を行い、1953年6月6日のストックホルム700年記念式典では、サーブ 210はストックホルム中心部の上空で展示飛行を行った。
この機体は現在リンシェーピングのスウェーデン空軍博物館に展示されている。

## 要目
出典:Taylor 1976, p. 205.
諸元
- 乗員：1名
- 全長：6.10 m（>20  ft）
- 翼幅：4.88 m（~16  ft）
- エンジン：アームストロング・シドレー アダー ターボジェット、1,050  lb（4.67  kN） × 1

性能
- 最大速度：644 km/h（400  mph、>347  kt）